# Морган, Элюнед
Маир Элюнед Морган, баронесса Морган Илийская (англ. Mair Eluned Morgan, Baroness Morgan of Ely; род. 16 февраля 1967, Ely, Кардифф) — британская и валлийская государственная и политическая деятельница. Первый министр Уэльса и лидер валлийских лейбористов (с 2024).

## Биография
Родилась в 1967 году, дочь викария одной из церквей в Уэльсе Боба Моргана, который со временем возглавил лейбористскую фракцию в совете графства Южный Гламорган. Окончила единственную валлийскую школу в Кардиффе, получила стипендию на обучение в Атлантическом колледже Объединённого мира в Вейл-оф-Гламорган, где получила степень бакалавра. Занималась европейскими исследованиями в Университете Халла. По окончании университета работала на валлийскоязычном телеканале S4C и BBC.
В 1994—2009 годах являлась депутатом Европейского парламента.
19 ноября 2010 года Морган было пожаловано пожизненное пэрство. С 2011 года известна под титулом баронессы Или по названию западного пригорода Кардиффа. В качестве члена Палаты лордов занимала младшие министерские должности в лейбористских теневых правительствах в 2013—2016 годах, занимаясь вопросами Уэльса, а с 2014 года дополнительно — внешней политикой.
С 2016 года — член Парламента Уэльса.
16 июля 2024 года первый министр Уэльса лейборист Вон Гетинг объявил о вынужденной отставке в разгар скандала вокруг выдвинутых против него обвинений в финансовых нарушениях.
24 июля 2024 года Морган была избрана новым лидером Валлийской лейбористской партии.
6 августа 2024 года парламент Уэльса утвердил Элюнед Морган в должности первого министра.